# Palpomyia tanycornis
Palpomyia tanycornis är en tvåvingeart som beskrevs av Art Borkent 1997. Palpomyia tanycornis ingår i släktet Palpomyia och familjen svidknott. Inga underarter finns listade i Catalogue of Life.